# وترفليت (نيويورك)
وترفليت (بالإنجليزية: Watervliet, New York)‏ هي مدينة تقع في الولايات المتحدة في نيويورك (ولاية). يقدر عدد سكانها بـ 10,254 نسمة .

## التركيبة السكانية
حدّد مكتب تعداد الولايات المتحدة بيانات التركيبة السكانية لوترفليت في تعداد الولايات المتحدة. في ما يلي، التركيبة السكانية حسب تعدادي 2000 و2010.

### تعداد عام 2000
بلغ عدد سكان وترفليت 10,207 نسمة بحسب تعداد عام 2000، وبلغ عدد الأسر 4,665 أسرة وعدد العائلات 2,549 عائلة مقيمة في المدينة. في حين سجلت الكثافة السكانية 2,672 نسمة لكل كيلومتر مربع (6,920.4/ميل2). وبلغ عدد الوحدات السكنية 5,116 وحدة بمتوسط كثافة قدره 1,339.3 لكل كيلومتر مربع (3,468.8/ميل2).
وتوزع التركيب العرقي للمدينة بنسبة 92% من البيض و3.87% من الأمريكيين الأفارقة و0.18% من الأمريكيين الأصليين و1.34% من الأمريكيين ذوي الأصول الآسيوية و0.08% من سكان جزر المحيط الهادئ و1.21% من الأعراق الأخرى و1.33% من عرقين مختلطين أو أكثر و3.62% من الهسبانيون أو اللاتينيون من أي عرق.
بلغ عدد الأسر 4,665 أسرة كانت نسبة 28.7% منها لديها أطفال تحت سن الثامنة عشر تعيش معهم، وبلغت نسبة الأزواج القاطنين مع بعضهم البعض 32.9% من أصل المجموع الكلي للأسر، ونسبة 16.5% من الأسر كان لديها معيلات من الإناث دون وجود شريك، بينما كانت نسبة 5.2% من الأسر لديها معيلون من الذكور دون وجود شريكة وكانت نسبة 45.4% من غير العائلات. تألفت نسبة 38.3% من أصل جميع الأسر من عدة أفراد يعيشون في نفس المنزل ونسبة 16.4% كانت تتألف من شخص يعيش بمفرده يبلغ من العمر 65 عاماً أو أكثر. وبلغ متوسط حجم الأسرة المعيشية 2.18، أما متوسط حجم العائلات فبلغ 2.91.
بلغ العمر الوسطي للسكان 35.1 عاماً. وكانت نسبة 23.7% من القاطنين تحت سن الثامنة عشر، وكانت نسبة 9.6% بين الثامنة عشر والرابعة والعشرين عاماً، ونسبة 30.9% كانت واقعةً في الفئة العمرية ما بين الخامسة والعشرين والرابعة والأربعين عاماً، ونسبة 19.7% كانت ما بين الخامسة والأربعين والرابعة والستين، ونسبة 16% كانت ضمن فئة الخامسة والستين عاماً فما فوق. يوجد لكل 100 أنثى 88.0 ذكر، ويوجد لكل 100 أنثى في الثامنة عشر من عمرها فما فوق 82.5 ذكر.
بلغ متوسط دخل الأسرة في المدينة 32,910 دولارًا، أما متوسط دخل العائلة فبلغ 38,735 دولارًا. وكان متوسط دخل الذكور 31,656 دولارًا مقابل 26,083 دولارًا للإناث. وسجل دخل الفرد الخاص بالمدينة 18,294 دولارًا. وكانت نسبة 12.3% من العائلات ونسبة 13.3% من السكان تحت خط الفقر، وكان من هؤلاء نسبة 21.9% تحت سن الثامنة عشر ونسبة 5.7% في الخامسة والستين من العمر وما فوق.

### تعداد عام 2010
بلغ عدد سكان وترفليت 10,254 نسمة بحسب تعداد عام 2010، وبلغ عدد الأسر 4,827 أسرة وعدد العائلات 2,385 عائلة مقيمة في المدينة. في حين سجلت الكثافة السكانية 2,684.3 نسمة لكل كيلومتر مربع (6,952.3/ميل2). وبلغ عدد الوحدات السكنية 5,306 وحدة بمتوسط كثافة قدره 1,389 لكل كيلومتر مربع (3,597.5/ميل2).
وتوزع التركيب العرقي للمدينة بنسبة 83.50% من البيض و8.86% من الأمريكيين الأفارقة و0.40% من الأمريكيين الأصليين و2.48% من الأمريكيين ذوي الأصول الآسيوية و0.02% من سكان جزر المحيط الهادئ و1.63% من الأعراق الأخرى و3.12% من عرقين مختلطين أو أكثر و6.08% من الهسبانيون أو اللاتينيون من أي عرق.
بلغ عدد الأسر 4,827 أسرة كانت نسبة 25.5% منها لديها أطفال تحت سن الثامنة عشر تعيش معهم، وبلغت نسبة الأزواج القاطنين مع بعضهم البعض 26.3% من أصل المجموع الكلي للأسر، ونسبة 16.7% من الأسر كان لديها معيلات من الإناث دون وجود شريك، بينما كانت نسبة 6.4% من الأسر لديها معيلون من الذكور دون وجود شريكة وكانت نسبة 50.6% من غير العائلات. تألفت نسبة 39.8% من أصل جميع الأسر من عدة أفراد يعيشون في نفس المنزل ونسبة 13.5% كانت تتألف من شخص يعيش بمفرده يبلغ من العمر 65 عاماً أو أكثر. وبلغ متوسط حجم الأسرة المعيشية 2.12، أما متوسط حجم العائلات فبلغ 2.86.
بلغ العمر الوسطي للسكان 35.2 عاماً. وكانت نسبة 20.8% من القاطنين تحت سن الثامنة عشر، وكانت نسبة 10.5% بين الثامنة عشر والرابعة والعشرين عاماً، ونسبة 31.6% كانت واقعةً في الفئة العمرية ما بين الخامسة والعشرين والرابعة والأربعين عاماً، ونسبة 23.6% كانت ما بين الخامسة والأربعين والرابعة والستين، ونسبة 13.5% كانت ضمن فئة الخامسة والستين عاماً فما فوق. وتوزع التركيب الجنسي للسكان بنسبة 48.2% ذكور و51.8% إناث.

## أعلام
- توم دونوفان
- جاك أوبراين
- إسحاق جاي لانسينغ
- كاي ساج
- جورج ماي فيلبس
- بوتش بيرد